# Kirikù (videogioco)
Kirikù (Kirikou) è un videogioco a piattaforme sviluppato da Étranges Libellules. Il gioco è stato pubblicato su PlayStation da Wanadoo il 9 novembre 2001 in Europa. La trama del videogioco è basata sul film d'animazione Kirikù e la strega Karabà di Michel Ocelot.

## Trama
La trama del videogioco è basata sulle vicende del film di Kirikù e la strega Karabà.
La strega Karabà terrorizza il villaggio di Kirikù, dopo che ha trasformato tutti gli uomini in feticci, tranne lo zio di Kirikù, che parte per affrontare la strega. Kirikù decide di partire anch'egli per raggiungere lo zio e affrontare la ferocia della strega Karabà, liberando così il suo villaggio.

## Modalità di gioco
Kirikù è un gioco a piattaforme in tre dimensioni in cui la progressione viene eseguita su un piano in due dimensioni a scorrimento orizzontale. L'obiettivo è di superare i sette livelli, raccogliendo gocce d'acqua, evitando i feticci e superando gli ostacoli per giungere ad affrontare la strega Karabà nell'ottavo e ultimo livello.
Una volta superato un livello, sarà possibile tentare la fortuna con uno scoiattolo scommettendo una tantum di un multiplo di 50 gocce con la possibilità di ottenerne il doppio, oppure dare 200 gocce alla madre di Kirikù per ottenere una vita extra.

### Il livello bonus
Alla fine di ogni livello, Kirikù accede a un livello bonus se tutte le gocce d'acqua sono state raccolte, tutte le apparizioni del nonno scoperte, tutti i feticci eliminati e tutti i segreti scoperti. I livelli bonus sono privi di feticci e contengono un totale di 200 gocce d'acqua, da raccogliere entro un minuto.

## Livelli di gioco
Il videogioco è composto da otto livelli, alla fine di ciascuno dei quali si raggiunge un bucerotide. All'ultimo livello si affronta invece la strega Karabà.
1. Il villaggio
2. La savana
3. La palude
4. La foresta
5. Il grande terrapieno
6. La grotta
7. L'altopiano roccioso
8. La casa di Karabà

L'ultimo livello, "La casa di Karabà", si compone di due parti: nella prima Kirikù deve rubare i gioielli della strega senza essere individuato, sotto pena di essere trasformato in un feticcio; nella seconda dovrà invece rimuovere la spina avvelenata dalla schiena di Karabà, mentre quest'ultima raccoglie i gioielli rubati.

## Personaggi
- Kirikù: bambino prodigioso, che si toglie da solo il cordone ombelicale della madre e fin dai primi istanti di vita è totalmente autonomo, in grado di parlare, di camminare, di lavarsi e di badare a sé stesso.

Non giocabili
- Karabà: malvagia strega che terrorizza il villaggio di Kirikù;
- Nonno: conosciuto anche come il saggio della montagna, dispensa consigli al nipote e insegna al giocatore nuove tecniche di gioco;
- Zio: unico superstite alla magia di Karabà, parte per sfidare la malvagia strega.